# Dumitru Macri
Dumitru „Take” Macri (n. 28 aprilie 1931, București, România – d. 20 martie 2024, Fontenay-aux-Roses, Île-de-France, Franța) a fost un fotbalist și antrenor român.

## Biografie
Familia lui provine din Ampelochori, un mic sat de lângă Kalabaka, Grecia. 
A părăsit România în 1986, mutându-se în Franța împreună cu fiul său, arhitect. 

## Cariera de jucător
Născut la București, Macri a jucat toată cariera sa la Rapid București. A fost căpitanul echipei între 1952 și 1966. În 1961, Macri a devenit primul fotbalist român nominalizat la Balonul de Aur.
De asemenea, a jucat de opt ori pentru naționala României între 1958 și 1962, debutând într-un amical care s-a încheiat cu o înfrângere, 1-2, la București, împotriva Ungariei. Dintre cele opt partide, două au fost pentru preliminariile Euro 1960 și 1964. De asemenea, a apărut de două ori în echipa olimpică a României, în preliminariile Jocurilor Olimpice de vară din 1960 (Roma).

## Cariera de antrenor
Macri a antrenat în Divizia A pe CFR Timișoara, Rapid București și FC Olt Scornicești. A condus și echipa națională a Algeriei, între 1974-1975.

## Palmares

### Club
Rapid București
- Divizia B: 1952, 1955
- Finalist al Cupei României: 1960–61, 1961–62
- Cupa Balcanică: 1964
- Cupa Primăverii: 1957

### Individual
- Balonul de Aur: nominalizat în 1961 (locul 35)